# Mondragon (Zierikzee)
Mondragon is een rijksmonument en voormalig theater en restaurant aan de Oude Haven 13 in Zierikzee in de provincie Zeeland. 

## Geschiedenis
In 1654 is er al een eerste vermelding van het gebouw. In 1802 werd de vereniging “Sociëteit de Vereeniging anno 1802” opgericht die eerst een pand aan de Appelmarkt gebruikte. Omdat er halverwege de 19e eeuw steeds meer vraag was naar een concertzaal verhuisde de sociëteit naar het huidige pand waar op de grond achter het pand aan de Paardenstraat een nieuwe concertzaal gebouwd werd door de aannemers Van der Linden en Lammers voor de prijs van 7509 gulden. Op 25 oktober 1856 vond de officiële opening van de Concertzaal plaats met een feestouverture en het oratorium Die Schopfung van Joseph Haydn onder leiding van kapelmeester Carl Eisner.
In 1857 liet de eigenaar het gebouw gedeeltelijk afbreken en in 1858 werd het herbouwd waarna het elf jaar later na een brand nogmaals heropgebouwd werd. Op 1 mei 1905 werd de sociëteit eigenaar van het gebouw dat in 1943 verkocht werd aan de N.V. Concertzaal. 

### Restaurant
Op de bovenverdieping werd in 1947 door G.L. van Toombergen een restaurant gevestigd dat de naam Mondragon kreeg. Na zijn overlijden in 1956 namen zijn opvolgers ook de benedenzaal in gebruik. Gedurende enkele decennia vonden hier allerlei verschillende culturele festiviteiten plaats. In 1996 verkocht de toenmalige eigenaar Nico van der Zwan het gebouw aan de gemeente Zierikzee. 

### Bioscoop
In 1918 had met de film Jäcko, de afdruk van de kleine hand de eerste filmvertoning plaats in de Concertzaal. De Concertzaal behield geruime tijd de licentie als bioscoop maar in 1966 was er de laatste openbare filmvertoning. Het gebouw kreeg in 1966 de status van rijksmonument. In 1967 werd de Concertzaal gekocht door de gemeente Zierikzee die in 1971 een ingrijpende verbouwing van 700.000 gulden deed. Op 1 juli 2001 werd concertzaal/restaurant Mondragon gesloten met de vertoning van de film Dancer in the Dark.

### Verkoop en verbouwing
In 2010 werd het gebouw verkocht aan woningbouwvereniging Zeeuwland die plannen hadden om er een woningcomplex van te maken. Op 9 januari 2012 maakte de Rijksdienst voor het Cultureel Erfgoed bekend dat ze niet akkoord gingen met de sloop van het gebouw omdat er te veel monumentale elementen binnen in het pand waren die niet verloren mochten gaan.
In 2014 werd het pand overgekocht door het Bouwbedrijf Boogert uit Oosterland en vanaf 2017 wordt een deel van het complex gesloopt en omgebouwd tot hotel. Het hoofdgebouw waar het vroegere restaurant gevestigd was, blijft behouden alsook het bijhorend torentje en de Herenkamer. De oude concertzaal verdwijnt en ook de twee naastgelegen panden zullen afgebroken worden omdat ze te bouwvallig zijn geworden. De opening van het nieuwe hotel wordt verwacht in december 2019.